# غريب (اسم)
غريب هو اسم علم مذكر من أصل عربي، ومعناه هو المقيم بين قوم ليس منهم.

## شخصيات تحمل الاسم
- غريب أمزين (لاعب كرة قدم مغربي، 3 مايو 1973 – )
- غريب الرزق
- غريب عبد التواب (1948 – )
- غريب عيسى (1929 – 1960)
- غريب فتحي (لاعب كرة قدم مصري)
- غريب محمود (ممثل مصري، 10 مايو 1941 – 10 ديسمبر 2006)

## شخصيات خيالية تحمل الاسم
- غريب غسان

## وصلات خارجية
- موسوعة السلطان قابوس لأسماء العرب نسخة محفوظة 5 أبريل 2019 على موقع واي باك مشين.